# Bathiorhamnus cryptophorus
Bathiorhamnus cryptophorus är en brakvedsväxtart som beskrevs av René Paul Raymond Capuron. Bathiorhamnus cryptophorus ingår i släktet Bathiorhamnus och familjen brakvedsväxter. Inga underarter finns listade i Catalogue of Life.